# Щ
La Щ, minuscolo щ, chiamata šča, è una lettera dell'alfabeto cirillico. Rappresenta la consonante IPA /ʃʲʧʲ/ o /ɕː/ in russo, /ʃʧ/ in ucraino e /ʃt/ in bulgaro. In origine questa lettera era una legatura delle lettere Ш e Т (Ш + Т = Щ) con la piccola coda nel mezzo della lettera, ed è derivata dalla lettera glagolitica šta ()
Questa lettera è la più problematica per la trascrizione in caratteri latini. In linguistica viene traslitterata šč (con gli háček). In inglese viene tipicamente trascritta shch, ma in tedesco viene trascritta correttamente con sette lettere: schtsch. In italiano non esiste un sistema preciso per trascriverlo poiché nella fonetica italiana il suono /ʃ/ non compare mai immediatamente prima di /ʧ/ né prima di /t/, così è consigliabile usare le forme linguistiche con gli háček, separandoli eventualmente con un apostrofo (š'č). Infatti, l'italiano "sci" è più simile alla Щ russa che non alla Ш.
| Lettera cirillica | Pronuncia IPA | Trascrizione scientifica | Trascrizione inglese | Trascrizione tedesca | Trascrizione francese |
| ----------------- | ------------- | ------------------------ | -------------------- | -------------------- | --------------------- |
| Щ (Russo)         | /ɕː/          | šč                       | shch                 | schtsch              | chtch                 |
| Щ (Ucraino)       | /ʃʧ/          | šč                       | shch                 | schtsch              | chtch                 |
| Щ (Bulgaro)       | /ʃt/          | št                       | sht                  | scht                 | cht                   |